# Limniskt utbrott
Ett limniskt utbrott är en ovanlig typ av naturkatastrof där koldioxid (CO2) plötsligt släpps lös från djupt vatten i en sjö och kväver djur och människor. Ett sådant utbrott kan även orsaka en tsunami när den uppstigande koldioxiden tränger undan vattnet. Koldioxiden kan försura kroppvätskor och orsaka koldioxidförgiftning. Forskare tror att jordskred, jordbävningar och explosioner kan orsaka limniska utbrott.

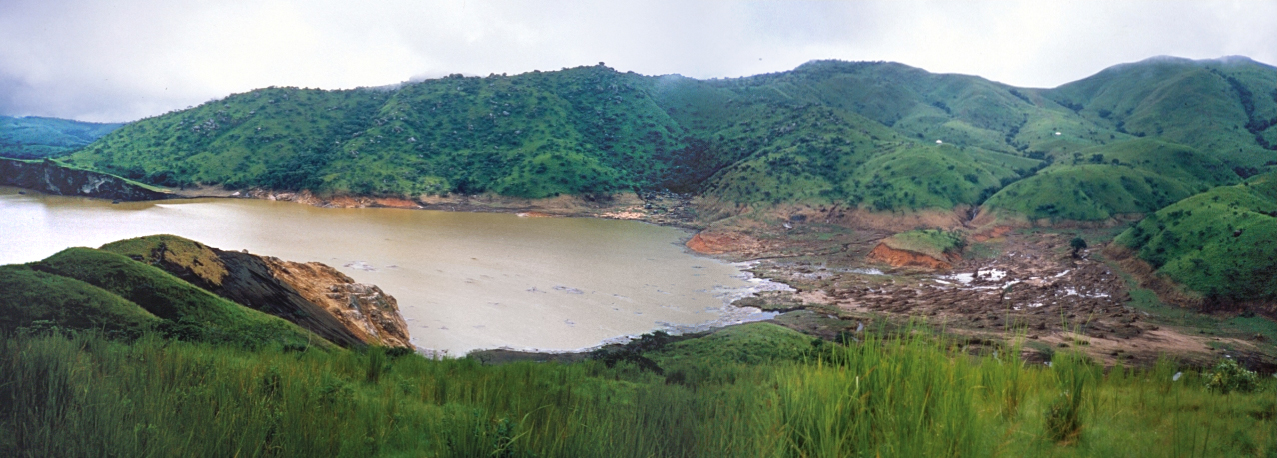
Nyossjön en vecka efter gasutbrottet 1986.

Vid utbrottet vid Nyossjön, Kamerun i augusti 1986, nedsteg koldioxidmolnet till en närliggande by och dödade nästan alla. Folk så långt borta som 25 km från sjön dog. Förändringar i hudfärgen på en del kroppar ledde forskare till att tro att gasen även innehöll upplöst syra så som saltsyra, men hypotesen är omstridd.